# (3611) Dabu
(3611) Dabu ist ein Asteroid des Hauptgürtels, der am 20. Dezember 1981 am Purple-Mountain-Observatorium in Nanjing entdeckt wurde. 
Der Name des Asteroiden ist von Dabu in der chinesischen Provinz Guangdong abgeleitet.